# Glenn Branca

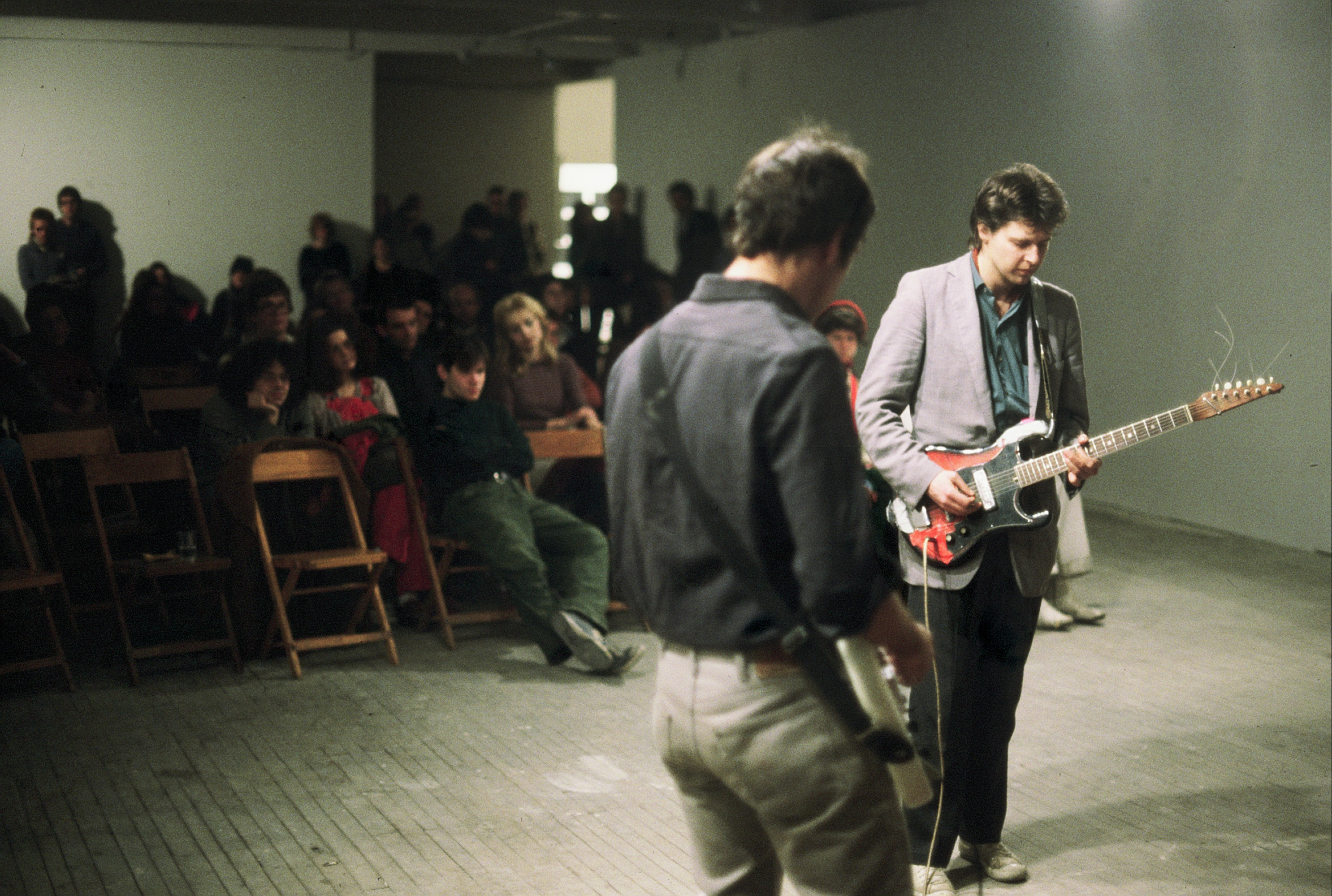
Glenn Branca (1980er Jahre)

Glenn Branca (* 6. Oktober 1948 in Harrisburg, Pennsylvania; † 13. Mai 2018 in New York City) war ein US-amerikanischer Avantgarde-Komponist und Gitarrist. Seine Werke verbinden Minimal Music, Naturtonreihe, Drone-Musik, Skordatur mit Rock und Noise-Rock.

## Werdegang
Branca begann seine musikalischen Experimente im Boston der frühen 1970er Jahre mit der von ihm gegründeten Theatertruppe Bastard Theater. 1976 zog er nach New York und spielte in verschiedenen No-Wave-Bands wie The Static und Theoretical Girls. 1977 trat er mit Rhys Chatham in dessen Guitar Trio auf.
In den frühen 80er Jahren komponierte Branca Werke für E-Gitarren-Ensembles, darunter The Ascension (1981) und Indeterminate Activity of Resultant Masses (1981). Bald darauf schrieb er seine ersten Symphonien für E-Gitarren- und Perkussion-Orchester. In ihnen verband er dröhnenden Industrial-Lärm mit mikrotonalen Elementen. Dabei setzte er auch Third-Bridge-Gitarren ein. Seine Beschäftigung mit den mathematischen Grundlagen der Harmonielehre spiegelt sich in der Symphony No. 3 (Gloria) wider. Branca griff dabei Ideen von Dane Rudhyar, Hermann von Helmholtz sowie Harry Partch auf. Musiker, mit denen er bereits in dieser Zeit zusammenarbeitete, sind u. a. Lee Ranaldo und Thurston Moore von Sonic Youth, Page Hamilton von Helmet (Band) und verschiedene Mitglieder der Swans und von Rat At Rat R.
Ab der Symphony No. 7 komponierte Branca auch Werke für traditionelle Orchester.
Branca wird der zweiten Generation des Post-Minimalismus, die auch als Totalismus bezeichnet wird, zugerechnet. Diese Richtung knüpfte an die Minimal Music der 1960er und 1970er Jahre an; ihr Kennzeichen ist eine gegenüber dieser deutlich erhöhte rhythmische und klangliche Komplexität bei einer ansonsten repetitiven Arrangementstruktur. Bekannt wurde er vor allem für seine Fusionen zwischen Rockmusik und minimalistischen Elementen sowie später für seine improvisatorischen Werke für Solotrompete.
Glenn Branca erlag im Mai 2018 im Alter von 69 Jahren einem Kehlkopfkrebsleiden.

## Diskografie (Auswahl)
- Songs 77 – 79
- The Ascension, 1981
- Lesson No. 1 Maxi
- Symphony No. 1 „Tonal Plexus“, Music in Four Movements for Multiple Guitars, Keyboards, Brass & Percussion, 1981
- Symphony No. 2
- Symphony No. 3 „Gloria“, Music for the first 127 intervals of the harmonic series, 1983
- Symphony No. 4 „Physics“
- Symphony No. 5 „Describing Planes of an Expanding Hypersphere“
- Symphony No. 6 „Devil Choirs At The Gates Of Heaven“
- Symphony No. 7
- Symphony No. 8 & 10, The Mysteries, 1994
- Symphony No. 9
- The World UpSide Down
- Giorny Poetry Systems Who you staring at?
- Soundtrack The Belly Of An Architect (mit Wim Mertens)